# Glyphodes bitriangulalis
Glyphodes bitriangulalis là một loài bướm đêm trong họ Crambidae.